# AS Marsa
Avenir Sportif de La Marsa (arabisch المستقبل الرياضي بالمرسى, DMG al-Mustaqbal ar-Riyāḍī bi-l-Marsā), in Tunesien unter der Abkürzung ASM bekannt, ist ein Sportverein aus der Stadt La Marsa. Der Verein, dessen Farben grün-gelb sind, ist vor allem für seine Fußballabteilung bekannt.

## Erfolge
National:
- Tunesischer Pokal (5)
  - Sieger: 1961, 1977, 1984, 1990, 1994
  - Finalist: 1965, 1966, 1970, 1973, 1983, 1987, 1993, 2013, 2022

- Tunesischer Supercup
  - Finalist: 1984, 1995

- Tunesischer Ligapokal (1)
  - Sieger: 2007

- Meister der zweiten Tunesischen Liga (5)
  - 1959, 1988, 2002, 2010, 2025

International:
- Nordafrikanischer Pokal der Pokalsieger
  - Finalist: 1970

- CAF Confederation Cup:
  - Gruppenphase: 2005

- Afrikanischer Pokal der Pokalsieger
  - 1985 – erste Runde
  - 1991 – zweite Runde
  - 1995 – Viertelfinale

## Statistik in den CAF-Wettbewerben
| Wettbewerb                    | Runde          | Gegner                    | Hinspiel         | Rückspiel           |  |
| ----------------------------- | -------------- | ------------------------- | ---------------- | ------------------- |  |
|                               |                |                           |                  |                     |  |
| African Cup Winners’ Cup 1985 | 1. Runde       | al Ahly SC                | 0:1 (H)          | 0:4 (A)             |  |
| African Cup Winners’ Cup 1991 | 1. Runde       | Ports Authority           | 5:0 (H)          | w/o                 |  |
|                               | 2. Runde       | ASFA-Yennenga Ouagadougou | 1:3 (A)          | 1:0 (H)             |  |
| African Cup Winners’ Cup 1995 | 1. Runde       | AS Cara                   | w/o              | w/o                 |  |
|                               | 2. Runde       | Wallidan Banjul           | w/o              | w/o                 |  |
|                               | Viertelfinale  | CD Maxaquene              | nicht angetreten | nicht angetreten    |  |
| CAF Confederation Cup 2005    | 1. Runde       | CODM Meknès               | 1:0 (A)          | 2:0 (H)             |  |
|                               | 2. Runde       | Stella Club d’Adjamé      | 0:1 (A)          | 2:0 (H)             |  |
|                               | Play-off-Runde | USM Algier                | 1:1 (A)          | 1:1 (5:4 n. E.) (H) |  |
|                               | Gruppenphase   | FAR Rabat                 | 0:0 (H)          | 0:1 (A)             |  |
|                               | Gruppenphase   | King Faisal Babes         | 0:1 (A)          | 1:2 (H)             |  |
|                               | Gruppenphase   | Fello Star                | 2:1 (A)          | 3:1 (H)             |  |

## Stadion
Der Verein trägt seine Heimspiele im Stade Abdelaziz Chtioui  in La Marsa aus. Das Stadion hat ein Fassungsvermögen von 6500 Personen.
Koordinaten: 36° 52′ 30″ N, 10° 19′ 12″ O

## Bekannte ehemalige Spieler
- Mehdi Ben Slimane
- Mohamed Ali Mahjoubi

## Trainer seit 2006
| Name                 | Zeit bei AS Marsa | Zeit bei AS Marsa |
| Name                 | von               | bis               |
| -------------------- | ----------------- | ----------------- |
| Habib Mejri          | 1. Juli 2006      | 30. Juli 2007     |
| Kais Yaakoubi        | 1. Juli 2007      | 9. April 2008     |
| Mrad Mahjoub         | 8. März 2008      | 30. Juni 2008     |
| Abdelkrim Bira       | 1. Juli 2008      | 25. Januar 2009   |
| Khaled Ben Yahia     | 28. Januar 2009   | 30. Juni 2009     |
| Kamel Chebli         | 1. Juli 2010      | 8. November 2010  |
| Habib Mejri          | 9. November 2010  | 13. Dezember 2010 |
| Gérard Buscher       | 14. Dezember 2010 | 30. Juni 2013     |
| Dragan Cvetkovic     | 5. Juli 2013      | 16. Dezember 2013 |
| Adel Sellimi         | 16. Dezember 2013 | 30. Juni 2014     |
| Mondher Kebaier      | 1. Juli 2014      | 30. Juni 2016     |
| Gérard Buscher       | 1. Juli 2016      | 18. Oktober 2016  |
| Abdelkarim Bouguerra | 19. Oktober 2016  | 8. November 2016  |
| Khaled Ben Sassi     | 8. November 2016  | 12. März 2017     |
| Tarek Thabet         | 12. März 2017     | 30. Juni 2017     |
| Kamel Kolsi          | 16. Juli 2017     | 2. Oktober 2017   |
| Lotfi Sebti          | 25. November 2017 | 30. Juni 2018     |
| Karim Delhoum        | 15. Januar 2019   | 13. April 2019    |
| Abdelkarim Bouguerra | 21. Juli 2021     | heute             |

## Andere Sektionen
Der Verein beherbergt im Volleyball und Wasserball Mannschaften, welche mehrfacher Landesmeister sind. Mit siebzehn nationalen Titeln ist die Wasserballmannschaft des AS Marsa nationaler Rekordmeister.

### Volleyball
Die Volleyballteams des Vereins spielen in den ersten Ligen des Landes. Als goldene Zeit des Volleyballs in Marsa gelten die Sechziger und Siebziger.
| Männermannschaft - Tunesische Meisterschaft (7) - Sieger: 1962, 1963, 1970, 1971, 1973, 1975, 1980 - Tunesischer Pokal (8) - Sieger: 1962, 1963, 1968, 1969, 1970, 1971, 1973, 1988 - Finalist: 1964, 1980, 1981, 1989, 2023 - Nordafrikanischer Pokal der Landesmeister (1) - Sieger: 1970 |  | Frauenmannschaft - Tunesische Meisterschaft (6) - Sieger: 1974, 1975, 1976, 1977, 1978, 1979 - Tunesischer Pokal (8) - Sieger: 1974, 1976, 1977, 1978, 1979, 1980, 1981, 1982 - Finalist: 1972, 1975 |

### Wasserball
- Nationale Meisterschaft (17)
  - 1958, 1959, 1960, 1962, 1963, 1964, 1965, 1966, 1968, 1969, 1985, 2004, 2005, 2006, 2007, 2008, 2009

- Nationaler Pokalsieger (10)
  - 1958, 1960, 1962, 1972, 1980, 1981, 1982, 1983, 1986, 1987